# Bart Kempenaers
Bart Kempenaers (* 4. Juni 1967 in Heist-op-den-Berg) ist ein belgischer Biologe und Ornithologe. Er ist Professor an der Ludwig-Maximilians-Universität München und Direktor am Max-Planck-Institut für biologische Intelligenz (ehemals Max-Planck-Institut für Ornithologie) in Seewiesen.

## Leben
1989 schloss er sein Biologiestudium an der Universität Limburg und der Universität Antwerpen ab. 1994 promovierte er an der Universität Antwerpen. Es folgten Post-Doktoranden-Stellen am Netherlands Institute of Ecology und an der Queen’s University in Kanada (1995) sowie eine Anstellung am Konrad Lorenz Institut für Vergleichende Verhaltensforschung in Wien. 1999 wurde Kempenaers Leiter einer Forschungsgruppe in Seewiesen und 2003 wurde er Gründungsdirektor des Max-Planck-Instituts für Ornithologie in Seewiesen und ist seit 2004 als Honorarprofessor an der LMU München tätig. 2009 erhielt er den neuseeländischen Julius von Haast Fellowship Award.
Kempenaers forscht über die Evolution von Partnerwahl, Partnertreue und elterliche Brutfürsorge bei Vögeln. Seine Abteilung untersucht warum sich Individuen in ihrem Paarungsverhalten unterscheiden, und wie sich das auf ihren Fortpflanzungserfolg und ihre Überlebenswahrscheinlichkeit auswirkt.

## Publikationen (Auswahl)
- Bart Kempenaers, Geert R. Verheyen, Mira Van den Broeck, Terry Burke, Christine Van Broeckhoven, André A. Dhondt: Extra-pair paternity results from female preference for high-quality males in the blue tit. In: Nature. Band 357, Nr. 6378, 1992, S. 494–496, doi:10.1038/357494a0.
- Bart Kempenaers, Geert R. Verheyen, André A. Dhondi: Extrapair paternity in the blue tit (Parus caeruleus) : female choice, male characteristics, and offspring quality. In: Behavioral Ecology. Band 8, Nr. 5, 1997, S. 481–492, doi:10.1093/beheco/8.5.481.
- Marion Petrie, Bart Kempenaers: Extra-pair paternity in birds: explaining variation between species and populations. In: Trends in Ecology and Evolution. Band 13, Nr. 2, 1998, S. 52–58, doi:10.1016/s0169-5347(97)01232-9, PMID 21238200.
- Donald Blomqvist, Malte Andersson, Clemens Küpper, Innes C. Cuthill, János Kis, Richard B. Lanctot, Brett K. Sandercock, Tamás Székely, Johan Wallander, Bart Kempenaers: Genetic similarity between mates and extra-pair parentage in three species of shorebirds. In: Nature. Band 419, Nr. 6907, 2002, S. 613–615, doi:10.1038/nature01104, PMID 12374978.
- Katharina Foerster, Kaspar Delhey, Arild Johnsen, Jan T. Lifjeld, Bart Kempenaers: Females increase offspring heterozygosity and fitness through extra-pair matings. In: Nature. Band 425, Nr. 6959, 2003, S. 714–717, doi:10.1038/nature01969, PMID 14562103.
- Bart Kempenaers, Pernilla Borgström, Peter Loës, Emmi Schlicht, Mihai Vâlcu: Artificial Night Lighting Affects Dawn Song, Extra-Pair Siring Success, and Lay Date in Songbirds. In: Current Biology. Band 20, Nr. 19, 2010, S. 1735–1739, doi:10.1016/j.cub.2010.08.028, PMID 20850324.
- James Dale, Cody J. Dey, Kaspar Delhey, Bart Kempenaers, Mihai Vâlcu: The effects of life history and sexual selection on male and female plumage colouration. In: Nature. Band 527, Nr. 7578, 2015, S. 367–370, doi:10.1038/nature15509, PMID 26536112.
- Martin Bulla et al.: Unexpected diversity in socially synchronized rhythms of shorebirds. In: Nature. Band 540, Nr. 7631, 2016, S. 109–113, doi:10.1038/nature20563, PMID 27880762.
- Bart Kempenaers, Mihai Vâlcu: Breeding site sampling across the Arctic by individual males of a polygynous shorebird. In: Nature. Band 541, Nr. 7638, 2017, S. 528–531, doi:10.1038/nature20813, PMID 28068667.